# Mark Z. Jacobson
Mark Zachary Jacobson (1965) è un climatologo e ingegnere statunitense.

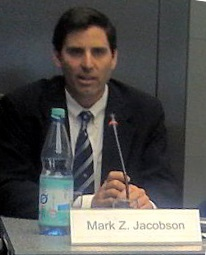
Mark Z. Jacobson (2010)

È professore di ingegneria civile e ambientale presso la Stanford University e direttore del programma atmosfera ed energia. È anche co-fondatore dell'organizzazione no-profit Solutions Project.
La carriera di Jacobson si è concentrata sulla migliore comprensione dei problemi dell'inquinamento atmosferico e del riscaldamento globale e sullo sviluppo di soluzioni energetiche pulite e rinnovabili su larga scala. A tal fine, ha sviluppato modelli computerizzati per studiare gli effetti dei combustibili fossili, dei biocarburanti e della combustione di biomasse sull'inquinamento atmosferico, sul tempo atmosferico e sul clima.
Uno dei principali usi di questi modelli è stato quello di esaminare gli impatti delle particelle di carbonio nero e marrone derivanti dalla combustione causata dall'uomo sulla salute e sul clima. Ha concluso che tali particelle possono essere la seconda causa principale del riscaldamento globale dopo l'anidride carbonica. A causa del loro breve tempo nell'aria e del loro forte impatto sulla salute, ha anche ipotizzato che il controllo delle loro emissioni possa essere il metodo più veloce per rallentare il riscaldamento globale e migliorerà anche la salute delle persone.
Nel 2009 Jacobson e Mark Delucchi hanno pubblicato un articolo su Scientific American proponendo che il mondo dovrebbe passare a energia pulita e rinnovabile al 100%, ovvero energia eolica, idrica e solare, in tutti i settori energetici. I suoi studi prevedono piani tecnici ed economici per convertire le infrastrutture energetiche di ciascuno dei 50 Stati Uniti, di 143 altri paesi e di dozzine di città a sistemi alimentati con il 100% di vento, acqua e luce solare (WWS) per tutti gli scopi.
Lo studio del 2015 di Jacobson alla Stanford University sulla transizione dei 50 stati americani al WWS è stato citato nella House Resolution 540 (2015) come base scientifica per la prima proposta di legge negli Stati Uniti affinché il paese passi a "100% di energia pulita e rinnovabile." Molte delle ipotesi del Green New Deal sembrano essere basate sui suoi studi. Anche la legislazione proposta per gli stati per passare al 100% di energia rinnovabile proviene dal lavoro di Jacobson. Ad esempio, il disegno di legge S5527 del Senato di New York del 2015 afferma: "Questo disegno di legge si basa sullo studio Jacobson sul vento, l'acqua e il sole (WWS) dei professori di Stanford e Cornell."
Le soluzioni di energia pulita e rinnovabile di Jacobson escludono l'energia nucleare, la cattura del carbonio e la bioenergia. Ciò ha generato critiche da parte di alcuni sostenitori e scienziati che supportano queste tecnologie. Jacobson ha pubblicato le risposte a molte di queste critiche. Almeno altri 17 gruppi di ricerca indipendenti supportano i suoi risultati secondo cui l'energia può essere fornita con fonti rinnovabili in tutto il mondo. Inoltre, oltre 60 paesi ora hanno leggi o impegni per passare al 100% di elettricità rinnovabile.

## Ricerca
Jacobson ha pubblicato studi sul ruolo del carbonio nero e di altri componenti chimici dell'aerosol sui climi globali e regionali.
Jacobson sostiene una rapida transizione verso il 100% di energia rinnovabile al fine di limitare i cambiamenti climatici, i danni causati dall'inquinamento atmosferico e i problemi di sicurezza energetica. Jacobson ha co-fondato il Solutions Project senza scopo di lucro nel 2011 insieme a Marco Krapels, Mark Ruffalo e Josh Fox. Il Solutions Project è stato avviato per combinare scienza, affari e cultura nel tentativo di educare il pubblico e i responsabili politici sulla capacità degli Stati e delle comunità statunitensi di passare a un "mondo rinnovabile al 100%".

### Energia rinnovabile al 100%
Jacobson ha pubblicato articoli sulla transizione a sistemi di energia rinnovabile al 100%, inclusa l'integrazione della rete di energia rinnovabile. Ha concluso che l'energia eolica, idrica e solare (WWS) può essere ampliata in modi convenienti per soddisfare la domanda mondiale di energia in tutti i settori energetici. Nel 2009 Jacobson e Mark A. Delucchi hanno pubblicato "A path to sustainable energy by 2030" in Scientific American. L'articolo ha affrontato diverse questioni relative alla transizione al 100% WWS, come l'energia richiesta in un mondo 100% elettrico, l'impronta spaziale mondiale dei parchi eolici, la disponibilità di materiali scarsi necessari per fabbricare nuovi sistemi e la capacità di produrre energia affidabile su richiesta. Jacobson ha aggiornato e ampliato questo studio del 2009 con il passare degli anni, includendo un articolo in due parti sulla rivista scientifica Energy Policy nel 2010. Jacobson e il suo collega hanno stimato che 3,8 milioni di turbine eoliche da 5 Megawatt (MW), 49.000 centrali solari a concentrazione da 300 MW, 40.000 centrali fotovoltaiche da 300 MW, 1,7 miliardi di impianti fotovoltaici su tetto da 3 kW, 5350 centrali geotermiche da 100 MW e circa 270 nuove centrali idroelettriche da 13 00 MW sarebbero necessarie per alimentare l'intero pianeta. Tutto ciò richiederebbe circa l'1% della superficie terrestre.
Jacobson e i suoi colleghi hanno quindi pubblicato documenti sulla transizione di tre stati Americani al 100% di energia rinnovabile/WWS entro il 2050. Nel 2015, Jacobson è stato l'autore principale di due articoli sottoposti a revisione paritaria, uno dei quali ha esaminato la fattibilità della transizione di ciascuno dei 50 Stati Uniti a un sistema energetico al 100%, alimentato esclusivamente da vento, acqua e luce solare (WWS), e l'altro che ha fornito un metodo proposto per risolvere il problema dell'affidabilità della rete con quote elevate di fonti intermittenti. Nel 2016 il comitato di redazione del PNAS ha selezionato lo studio di integrazione della griglia di Jacobson e dei suoi collaboratori come miglior articolo nella categoria "Scienze biologiche, agrarie e ambientali applicate" e gli ha conferito il Premio Cozzarelli.
Jacobson ha anche pubblicato documenti per la transizione di 139 e 143 paesi, nonché 54 paesi e città e 74 aree metropolitane al 100% di energia rinnovabile WWS per tutti gli scopi. Per il suo lavoro sulla risoluzione dell'inquinamento atmosferico e dei problemi climatici su larga scala, Jacobson ha ricevuto il premio Judi Friedman alla carriera nel 2018.
Jacobson è co-fondatore dell'organizzazione no-profit The Solutions Project insieme a Marco Krapels, Mark Ruffalo e Josh Fox . Questa organizzazione "aiuta a educare il pubblico sulle tabelle di marcia per la transizione alle energie rinnovabili al 100% basate sulla scienza e facilita la transizione verso un mondo rinnovabile al 100%".

#### Critiche dei suoi studi
Le soluzioni di energia rinnovabile di Jacobson escludono l'energia nucleare, la cattura del carbonio e la bioenergia. Ciò ha provocato il respingimento da parte di alcuni scienziati. 21 ricercatori hanno pubblicato una critica nel 2017 del documento "100% Renewable" di Jacobson degli Stati Uniti. Jacobson e i suoi coautori hanno pubblicato delle risposte all'articolo critico e hanno anche chiesto alla rivista e agli autori di correggere "false affermazioni fattuali" di errori di modellazione o di ritirare l'articolo. Dopo che entrambi hanno rifiutato, Jacobson ha intentato una causa contro gli Atti della National Academy of Sciences e Christopher Clack come principale autore dell'articolo per diffamazione. Jacobson ha archiviato la sua causa senza pregiudizi nel 2018 perché "è diventato chiaro [...] che è possibile che questo caso non possa avere fine per anni".

## Pubblicazioni

### Libri
- Jacobson, M. Z., Fundamentals of Atmospheric Modeling. Cambridge University Press, New York, 656 pp., 1999.
- Jacobson, M. Z., Fundamentals of Atmospheric Modeling, Second Edition, Cambridge University Press, New York, 813 pp., 2005.
- Jacobson, M. Z., Atmospheric Pollution: History, Science, and Regulation, Cambridge University Press, New York, 399 pp., 2002.
- Jacobson, M. Z., Air Pollution and Global Warming: History, Science, and Solutions, Cambridge University Press, New York, 2011.

### Articoli su riviste tecniche(selezione)
- Mark Z. Jacobson: Strong radiative heating due to the mixing state of black carbon in atmospheric aerosols. In: Nature 409, (2001) 695-697, DOI: 10.1038/35055518.
- David G. Streets et al.: Recent Reductions in China's Greenhouse Gas Emissions. In: Science 294, (2001), 1835-1837, DOI: 10.1126/science.1065226.
- Mark Z. Jacobson: Global direct radiative forcing due to multicomponent anthropogenic and natural aerosols.  In: Journal of Geophysical Research 106, Issue D2, (2001), 1551–1568 , DOI: 10.1029/2000JD900514.
- Mark Z. Jacobson: Control of fossil-fuel particulate black carbon and organic matter, possibly the most effective method of slowing global warming. In: Journal of Geophysical Research 107, Issue D19, (2002), 16-22, DOI: 10.1029/2001JD001376.
- Christina L. Archer, Mark Z. Jacobson: Evaluation of global wind power. In: Journal of Geophysical Research 110, Issue D12, (2005), 16-22, DOI: 10.1029/2004JD005462.
- Mark Z. Jacobson, W. G. Colella, D. M. Golden: Cleaning the Air and Improving Health with Hydrogen Fuel-Cell Vehicles. In: Science  308, No. 5730, (2005), 1901-1905, DOI: 10.1126/science.1109157.
- Mark Z. Jacobson: Review of solutions to global warming, air pollution, and energy security. In: Energy and Environmental Science 2, (2009), 148–173, DOI: 10.1039/b809990c.
- Mark Z. Jacobson, Mark A. Delucchi: Providing all global energy with wind, water, and solar power, Part I: Technologies, energy resources, quantities and areas of infrastructure, and materials. In: Energy Policy 39, Vol. 3, (2011), 1154–1169, DOI: 10.1016/j.enpol.2010.11.040.
- Mark A. Delucchi, Mark Z. Jacobson: Providing all global energy with wind, water, and solar power, Part II: Reliability, system and transmission costs, and policies. In: Energy Policy 39, Vol. 3, (2011), 1170–1190, DOI: 10.1016/j.enpol.2010.11.045.
- Mark Z. Jacobson, Christina L. Archer: Saturation wind power potential and its implications for wind energy. In: Proceedings of the National Academy of Sciences 109, No. 39, (2012), 15679–15684, DOI: 10.1073/pnas.1208993109.
- Bond et al: Bounding the role of black carbon in the climate system: A scientific assessment. In: Journal of Geophysical Research 118, Issue 11, (2013), 5380–5552, DOI: 10.1002/jgrd.50171.
- Mark Z. Jacobson et al: 100% clean and renewable wind, water, and sunlight (WWS) all-sector energy roadmaps for the 50 United States. In: Energy and Environmental Science (2015), DOI: 10.1039/C5EE01283J.
- * Jacobson et al, Low-cost solution to the grid reliability problem with 100% penetration of intermittent wind, water, and solar for all purposes. In: Proceedings of the National Academy of Sciences (2015), DOI: 10.1073/pnas.1510028112.